# Will Richard
William Richard, né le 24 décembre 2002 à Fairburn en Géorgie, est un joueur américain de basket-ball évoluant au poste d'arrière et mesurant 1,91 m.

## Biographie

### NBA
Will Richard est sélectionné en cinquante-sixième position par les Grizzlies de Memphis lors de la draft 2025 de la NBA.

## Statistiques
| Saison    | Équipe  | Matchs | Titul. | Min./m | % Tir | % 3pts | % LF | Rbds/m. | Pass/m. | Int/m. | Ctr/m. | Pts/m. |
| --------- | ------- | ------ | ------ | ------ | ----- | ------ | ---- | ------- | ------- | ------ | ------ | ------ |
| 2021-2022 | Belmont | 33     | 30     | 27.6   | .468  | .326   | .804 | 6.0     | 1.8     | 1.2    | .8     | 12.1   |
| 2022-2023 | Floride | 32     | 30     | 27.8   | .493  | .398   | .857 | 4.5     | .8      | .9     | .6     | 10.4   |
| 2023-2024 | Floride | 36     | 35     | 29.5   | .411  | .345   | .802 | 3.9     | 1.3     | .9     | .5     | 11.4   |
| 2024-2025 | Floride | 40     | 40     | 31.6   | .487  | .359   | .844 | 4.6     | 1.9     | 1.7    | .3     | 13.3   |
| Total     | Total   | 141    | 135    | 29.3   | .463  | .355   | .825 | 4.7     | 1.5     | 1.2    | .5     | 11.9   |

## Palmarès et distinctions individuelles

### Universitaires
- Champion NCAA (2025)
- OVC All-Newcomer team (2022)